# 葉県
葉県（よう-けん、しょう-けん）は中華人民共和国河南省平頂山市に位置する県。

## 行政区画
- 街道:九竜街道、昆陽街道、塩都街道
- 鎮:任店鎮、保安鎮、仙台鎮、葉邑鎮、廉村鎮、常村鎮、辛店鎮、洪荘楊鎮、龔店鎮
- 郷:夏李郷、田荘郷、竜泉郷、水寨郷、鄧李郷
- 民族郷:馬荘回族郷